# Joseph Y. Halpern
Joseph Yehuda Halpern, né le 29 mai 1953, est professeur en informatique à l'université Cornell. Ses travaux de recherche concernent principalement le raisonnement sur la connaissance et incertitude.

## Formation
Halpern obtient un baccalauréat de sciences B.S. en mathématiques à l'université de Toronto en 1975, et un doctorat Ph. D. en 1981 à l'université Harvard sous la direction conjointe de Albert R. Meyer et Gerald Sacks.

## Contributions scientifiques
La recherche de Halpern tourne autour du raisonnement sur la connaissance et l'incertitude, et ses applications au calcul distribué, à l'intelligence artificielle, à la sécurité informatique, et la théorie des jeux. Il a également contribué, et il continue à s'intéresser, à des sujets comme la tolérance aux pannes en calcul distribué, logique modale, causalité, la vérification de programmes et sémantique des langages de programmation. Sa recherche a des connexions avec d'autres disciplines, comme l'économie, les mathématiques, la philosophie.
Halpern a écrit deux livres : Reasoning about Uncertainty et Reasoning About Knowledge. Parmi ses étudiants, il y a notamment Nir Friedman, Daphne Koller, et Yoram Moses.
Halpern a écrit de très nombreux articles.

## Prix et distinctions
- 1997: prix Gödel en informatique théorique
- 2002: Fellow de l'Association for Computing Machinery
- 2008: prix Allen-Newell
- 2009: prix Dijkstra en calcul distribué
- 2012: IEEE Fellow'[3]

## Responsabilités dans la communauté scientifique
Halpern est également administrateur du Computing Research Repository, la section informatique du site d'archive ArXiv, et il est modérateur pour les sous-sections General literature et Other du site.

### Livres
- Joseph Y. Halpern, Reasoning about Uncertainty, MIT Press, 2005, 497 p. (ISBN 978-0-262-58259-9)
- Ronald Fagin, Joseph Y. Halpern, Yoram Y. Moses et Moshe Y. Vardi, Reasoning About Knowledge, Bradford, 2004, 491 p. (ISBN 978-0-262-56200-3, lire en ligne)